# Владиславув (гміна Сохачев)
Владиславув (пол. Władysławów) — село в Польщі, у гміні Сохачев Сохачевського повіту Мазовецького воєводства.
Населення — 130 осіб (2011).
У 1975-1998 роках село належало до Скерневицького воєводства.

## Демографія
Демографічна структура станом на 31 березня 2011 року:
|          | Загалом | Допрацездатний вік | Працездатний вік | Постпрацездатний вік |
| -------- | ------- | ------------------ | ---------------- | -------------------- |
| Чоловіки | 61      | 16                 | 35               | 10                   |
| Жінки    | 69      | 13                 | 40               | 16                   |
| Разом    | 130     | 29                 | 75               | 26                   |